# Åsyn
Åsyn (oldnordisk: ásýn, ásjón), egentlig påsyn eller betragtning, undertiden i betydningen ansigt anvendes i nyere dansk næsten kun i bibelsk sammenhæng, hvor ordet forekommer adskillige steder: 2 Mosebog, 29; 3 Mosebog, 4; 3 Mosebog, 9; 3 Mosebog, 10; 3 Mosebog, 14; 3 Mosebog, 16; 4. Mosebog, 6; 4 Mosebog, 32 med flere, men fortrinsvis i Gamle Testamente (dog tillige i Johannesåbenbaringen).
I nyere tid er ordet anvendt af forfatteren Bjørnstjerne Bjørnson i fx "Absalons Hår" fra 1894, "Kaptejn Mansana" fra 1875, "Magnhild" fra 1877 og "På Guds Veje" fra 1889 samt af forfatteren Henrik Ibsen i skuespillet "Lille Eyolf".